# Aldeia da Ribeira
Aldeia da Ribeira ist ein Ort und eine ehemalige Gemeinde (Freguesia) im portugiesischen Kreis Sabugal. Die Gemeinde hatte 131 Einwohner (Stand 30. Juni 2011).
Am 29. September 2013 wurden die Gemeinden Aldeia da Ribeira, Vilar Maior und Badamalos zur neuen Gemeinde União das Freguesias de Aldeia da Ribeira, Vilar Maior e Badamalos zusammengeschlossen.